# Oesterholzer Bruch mit Schwedenschanze
Der Oesterholzer Bruch mit Schwedenschanze ist ein Naturschutzgebiet in Schlangen-Oesterholz im Kreis Lippe.

## Charakteristik
Das Naturschutzgebiet liegt zwischen Oesterholz im Norden, Schlangen im Süden, der Senne im Westen und der Fürstenallee im Osten.
Durch den Sternhofbach, der nördlich von Jagdschloss Oesterholz entspringt und sich weitgehend naturbelassen durch den Bruch zieht, sind große Teile des Bodens dauerhaft feucht. Dies begünstigt das Wachstum der Schwarzerle. Der Bodenbewuchs besteht unter anderem aus Seggen, Sumpf-Schwertlilien und Sumpf-Dotterblumen. Im Frühjahr sind außerdem weite Teile des Geländes von Buschwindröschen bewachsen. Der Sternhofbach mit seiner guten Wasserqualität wird innerhalb des Bruchs in den zur Fischzucht angelegten Drosselteich eingeleitet. Im Bach finden sich die Fischarten Groppe, Bachforelle und Bachneunauge. Das Nahrungsangebot wird vom Eisvogel gerne angenommen. Der Bach umfließt die Schwedenschanze, eine Sanddüne, die in früherer Zeit durch Verwehungen entstanden ist und in der Bronzezeit zum Bau von Hügelgräbern verwendet wurde. Am südlichen Ende des Naturschutzgebietes liegt der Haverkampsee, der in den 1960er Jahren durch Kiesabbau entstand und heute für zahlreiche Wasservogelarten eine Heimat ist. Der See wird gespeist durch die Strothe. Das abfließende Wasser vereint sich mit dem Wasser des Sternhofbachs und durchfließt nur wenig weiter südlich das Naturschutzgebiet Strothe-Niederung.
Die zahlreichen alten Bäume, neben den Erlen vor allem Eichen und Buchen, sind Lebensraum für Spechte, Hohltauben, Siebenschläfer und Fledermäuse.